# Nintendo Direct
Nintendo Direct（ニンテンドーダイレクト）は、任天堂がインターネット上で配信している映像コンテンツ。今後発売を予定するゲームソフトについての情報などを紹介している。略称は、任天堂公式では「ダイレクト」で、メディアなどでは「ニンダイ」と呼称される。

## 概要
2011年当時、TwitterやInstagramなどのソーシャルメディアの普及により、任天堂が発表した情報が歪められて拡散されてしまうことが問題となっていた。そうした事態に対処するため、任天堂は、メディアを介さずゲームファンへ情報を直接発信する試みとして10月21日より「Nintendo Direct」を開始した。
発売予定のゲームソフトに関する情報を、任天堂の社長や社員、時には他社のクリエイターが、自社ウェブページやYouTube、ニコニコ生放送などで直接伝える。2012年7月には日本向けのYouTube公式チャンネルも開設された（後に任天堂公式チャンネルに統合された）。
開催当初は主に偶数月下旬に配信していたが、2012年後半以降は奇数月にも開催するようになり、数分程度の配信「ちょっと Nintendo Direct」（ちょっと ニンテンドーダイレクト）や一つのゲームソフトに焦点を当てた配信なども行っている。2013年以降は不定期開催となり、2018年以降は多少前後することはあるが主に2月、6月、9月に開催されている。配信は主に任天堂社内で収録され、モーションキャプチャルームやシールドルームといった部屋が登場することもあった。
配信内では、情報を視聴者に直接伝えるという意味を込めて、プレゼンターが「直接!」と言いながらハの字にした両手を前方に突き出す仕草をするのが恒例になっていた。当初は任天堂社長（当時）の岩田聡のみが行っていたが、次第に他の出演者も行うようになり定番化した。この仕草はリニューアル前の2016年まで行われたほか、2021年にユニバーサル・スタジオ・ジャパンにスーパーニンテンドーワールドが完成した際のダイレクトや2025年にスマートフォン向けアプリである『Nintendo Today!』を紹介する場面では宮本茂がこの仕草を行った。スーパーマリオブラザーズ35周年CMソングとして星野源が書き下ろした楽曲「創造」では、歌詞の中に「直接」という言葉が出てくるほか、ミュージックビデオでは星野源本人がハの字のポーズをとっている。
2017年4月13日配信分でリニューアルが行われ、それまで各国でまちまちだったフォーマットが統一された。なお、リニューアル後はそれまで「ちょっと Nintendo Direct」とされてきた配信は、海外と名称を合わせ「Nintendo Direct mini」（ニンテンドーダイレクト ミニ）と改称された。『ポケットモンスター』シリーズの新情報発表に関しては、2020年6月17日以降はPokémon Directではなく、主に株式会社ポケモンが配信する「Pokémon Presents」（ポケモンプレゼンツ）として配信されている。
2024年6月18日配信分はYouTubeでの最大同時接続数が200万人を超え、それまでの日本記録を更新した。接続数増加の背景として、普段の配信はYouTubeとニコニコ生放送の両方で行っていたが、当時はKADOKAWAグループのデータセンターが6月8日にサイバー攻撃を受けた影響でニコニコ生放送が利用できなくなっていたため、視聴者がYouTubeに移動してきたことが一因ではないかと指摘されている。
2025年4月2日配信分はYouTubeでの最大同時接続数が328万人以上となった。

## 開催実績
以下には主に「Nintendo Direct」もしくは「○○ Direct」と題して配信された実績のみを記載する（同様の形式で「Direct」と題さない配信もいくつか配信されているが、それらは省く）。なお、日本国内と国外で同時に配信する際に、時差により日付が異なる場合がある。日本国外向け限定の配信が行われることもある。名称とそれに併記されている開催日は、日本国内でも配信された場合は日本、国外限定で配信された場合はその国でのものを基準とする。
| 月     | 名称および開催日                                                                    | 配信国・地域                       | 備考 |
| 2011年 | 2011年                                                                              | 2011年                             | 2011年 |
| ------ | ----------------------------------------------------------------------------------- | ---------------------------------- | --- |
| 10月   | Nintendo Direct 2011.10.21                                                          | 日本/北米                          | |
| 12月   | Nintendo Direct 2011.12.27                                                          | 日本                               | |
| 2012年 |                                                                                     |                                    | |
| 2月    | Nintendo Direct 2012.2.22                                                           | 日本/北米/欧州                     | |
| 4月    | Nintendo Direct 2012.4.14                                                           | 韓国                               | |
| 4月    | Nintendo Direct 2012.4.21                                                           | 日本/欧州                          | |
| 6月    | Nintendo Direct Pre E3 2012 (2012年6月3日)                                          | 日本/北米/欧州                     | |
| 6月    | Nintendo Direct 2012.6.22                                                           | 日本/北米/欧州                     | 日本のみ、AKB48の高橋みなみ、岩佐美咲、前田亜美が登場し、『AKB48+Me』を紹介した。                                                                                     |
| 6月    | ポケットサッカーリーグ カルチョビット Direct 2012.6.29                              | 日本                               | 博多華丸・大吉のチーム、久保裕也・杉本大地のチーム、西野朗による総当りの対戦が行われた。                                                                              |
| 7月    | ちょっと Nintendo Direct ものすごく脳を鍛える5分間の鬼トレーニング 2012.7.18        | 日本                               | ポリゴンで表示された任天堂の岩田聡と東北大学の川島隆太教授の対談が行われた。                                                                                          |
| 7月    | ドラゴンクエストX Direct 2012.7.30                                                  | 日本                               | 堀井雄二と、スクウェア・エニックスの藤澤仁、齊藤陽介が座談会形式で情報を紹介した。                                                                                    |
| 8月    | Nintendo Direct 2012.8.29                                                           | 日本                               | |
| 9月    | ちょっと Nintendo Direct ものすごく脳を鍛える5分間の鬼トレーニング 2012.9.7         | 日本                               | ロザンの宇治原史規がゲーム内のトレーニングに挑戦した。 |
| 9月    | Nintendo Direct Wii U Preview (2012年9月13日)                                       | 日本/北米/欧州                     | |
| 9月    | ちょっと Nintendo Direct New スーパーマリオブラザーズ 2 2012.9.28                   | 日本                               | 北米と欧州では「Nintendo Direct Mini」として2012年10月2日に開催。 |
| 10月   | ちょっと Nintendo Direct ニンテンドーeショップ 2012.10.3                            | 日本                               | |
| 10月   | ちょっと Nintendo Direct ニンテンドー3DS LL 2012.10.3                               | 日本                               | |
| 10月   | Nintendo Direct 2012.10.4                                                           | 欧州                               | |
| 10月   | とびだせ どうぶつの森 Direct 2012.10.5                                              | 日本                               | プロデューサーの江口勝也などの開発スタッフが情報を紹介した。 |
| 10月   | Nintendo Direct 2012.10.25                                                          | 日本/北米                          | |
| 10月   | Nintendo Direct 2012.10.31                                                          | 韓国                               | |
| 11月   | Wii U 本体機能 Direct 2012.11.7                                                     | 日本/欧州                          | |
| 11月   | Wii U 本体機能 ちょっと補足 Direct 2012.11.14                                       | 日本                               | |
| 11月   | ちょっと Nintendo Direct New スーパーマリオブラザーズ 2 2012.11.27                  | 日本                               | 北米と欧州では「Nintendo Direct Mini」として同日開催。 |
| 12月   | Nintendo Direct 2012.12.5                                                           | 日本/北米/欧州                     | |
| 12月   | ちょっと Nintendo 生 Direct 2012.12.6                                               | 日本                               | ニコニコ生放送でのみ配信。 |
| 12月   | ちょっと Nintendo Direct ドラゴンクエストX 目覚めし五つの種族 オンライン 2012.12.19 | 日本                               | |
| 2013年 |                                                                                     |                                    | |
| 1月    | Pokémon Direct 2013.1.8                                                             | 日本/北米/欧州                     | |
| 1月    | Wii U Direct Nintendo Games 2013.1.23                                               | 日本/北米/欧州                     | |
| 1月    | とびだせ どうぶつの森 Direct 2013.1.24                                              | 韓国                               | |
| 2月    | とびだせ どうぶつの森 Direct 2013.2.1                                               | 日本                               | プロデューサーの江口勝也などの開発スタッフが、ゲームをプレイした人たちからの感想を紹介した。                                                                          |
| 2月    | Nintendo 3DS Direct Luigi special 2013.2.14                                         | 日本                               | 北米では通常の「Nintendo Direct」、欧州では「Nintendo 3DS Direct」として同日開催。 ゲスト：宮本茂（任天堂）                                                           |
| 2月    | Nintendo 3DS Direct 2013.2.21                                                       | 日本                               | |
| 3月    | ちょっと Nintendo Direct トモダチコレクション 新生活 2013.3.12                      | 日本                               | |
| 3月    | ちょっと Nintendo Direct うごくメモ帳 3D 2013.3.13                                  | 日本/北米/欧州                     | |
| 4月    | ちょっと Nintendo Direct ニンテンドー3DSダウンロードソフト 2013.4.1                 | 日本                               | |
| 4月    | トモダチコレクション 新生活 Direct 2013.4.3                                         | 日本                               | プロデューサーの坂本賀勇が一瞬だけ登場した。 |
| 4月    | Nintendo Direct Luigi special 2 2013.4.17                                           | 日本                               | 北米では通常の「Nintendo Direct」、欧州では「Nintendo 3DS Direct」として同日開催。                                                                                    |
| 5月    | Nintendo Direct 2013.5.17                                                           | 日本/北米/欧州                     | 日本のみ前半は「SEGA Direct」として配信。 ゲスト：名越稔洋（SEGA） |
| 5月    | MH4 & GYAKUTEN5 Direct 2013.5.31                                                    | 日本                               | ゲスト：辻本良三（カプコン） |
| 6月    | Nintendo Direct @E3 2013 (2013年6月11日)                                            | 日本/北米/欧州                     | |
| 6月    | ピクミン3 Direct 2013.6.26                                                          | 日本                               | 松本人志が登場し、任天堂の宮本茂と2人で『ピクミン3』をプレイした。 |
| 7月    | ちょっと Nintendo Direct Wii U / ニンテンドー3DS ダウンロードソフト 2013.7.3        | 日本                               | 北米と欧州では「Nintendo Direct Mini」として2013年7月18日に開催。 |
| 7月    | ちょっと Nintendo Direct うごくメモ帳 3D 2013.7.24                                  | 日本                               | |
| 8月    | Nintendo Direct 2013.8.7                                                            | 日本/北米/欧州                     | |
| 8月    | The Wonderful 101 Direct 2013.8.9                                                   | 日本/北米/欧州                     | プラチナゲームズの神谷英樹がプレゼンを務めた。 |
| 9月    | Pokémon Direct 2013.9.4                                                             | 日本/北米/欧州                     | ゲスト：石原恒和（株式会社ポケモン）・増田順一（ゲームフリーク） |
| 9月    | Monster Hunter 4 Direct 2013.9.8                                                    | 日本                               | ゲスト：辻本良三・藤岡要（カプコン） |
| 9月    | Wii Fit U Direct 2013.9.18                                                          | 日本/北米/欧州                     | |
| 10月   | Nintendo Direct 2013.10.1                                                           | 日本/北米/欧州                     | |
| 10月   | Nintendo Direct 2013.10.10                                                          | 韓国                               | |
| 10月   | ちょっと Nintendo Direct 大合奏!バンドブラザーズP Direct 2013.10.29                 | 日本                               | ヒャダイン、八王子P、小室哲哉、ゴールデンボンバーが登場し、自作曲を紹介した。                                                                                         |
| 11月   | Monster Hunter 4 Direct 2013.11.12                                                  | 韓国                               | ゲスト：辻本良三（カプコン） |
| 11月   | ちょっと Nintendo Direct Wii U / ニンテンドー3DS ダウンロードソフト 2013.11.14      | 日本                               | 北米と欧州では通常の「Nintendo Direct」として前日の2013年11月13日に開催。                                                                                             |
| 11月   | ニンテンドー3DSガイド ルーヴル美術館 Direct 2013.11.27                              | 日本                               | ゲスト：宮本茂（任天堂） |
| 12月   | Nintendo Direct 2013.12.18                                                          | 日本/北米/欧州                     | |
| 2014年 |                                                                                     |                                    | |
| 1月    | Nintendo Direct 2014.1.17                                                           | 韓国                               | |
| 2月    | Nintendo Direct 2014.2.14                                                           | 日本/北米/欧州                     | |
| 4月    | 大乱闘スマッシュブラザーズ Direct 2014.4.9                                          | 日本/北米/欧州                     | ソラの桜井政博がプレゼンを務めた。 |
| 4月    | Tomodachi Life Direct 2014.4.10                                                     | 北米/欧州                          | |
| 4月    | マリオカート8 Direct 2014.4.30                                                      | 日本/北米/欧州                     | |
| 6月    | Nintendo Digital Event @ E3 2014 (2014年6月10日)                                    | 日本/北米/欧州                     | |
| 7月    | 妖怪ウォッチ2 Direct 2014.7.4                                                       | 日本                               | レベルファイブの日野晃博がプレゼンを務めた。 |
| 7月    | Nintendo 3DS Direct 3rd Party Publisher Games 2014.7.11                             | 日本                               | |
| 8月    | ゼルダ無双 Direct 2014.8.5                                                          | 日本/北米/欧州                     | コーエーテクモゲームスの早矢仕洋介と任天堂の青沼英二が交互にプレゼンを務めた。                                                                                        |
| 8月    | Nintendo 3DS Direct 2014.8.29                                                       | 日本                               | |
| 9月    | ベヨネッタ2 Direct 2014.9.5                                                         | 日本/北米/欧州                     | プラチナゲームズの橋本祐介と黒田晶子がプレゼンを務めた。 |
| 9月    | Nintendo Direct Australia 2014.09.24                                                | 豪州                               | |
| 10月   | モンスターハンター4G Direct 2014.10.8                                               | 日本                               | 映像の冒頭で後藤真希が登場してゲームをプレイした後、カプコンの辻本良三と藤岡要がゲームの解説を行った。                                                                |
| 11月   | Nintendo Direct 2014.11.6                                                           | 日本/北米/欧州                     | |
| 2015年 |                                                                                     |                                    | |
| 1月    | Nintendo Direct 2015.1.14                                                           | 日本/北米/欧州                     | |
| 3月    | Nintendo Direct 2015.3.19                                                           | 韓国                               | |
| 4月    | Nintendo Direct 2015.4.2                                                            | 日本/北米/欧州                     | 日本向けの配信では、途中から任天堂広報室の森本英機がゲームを紹介した。日本では岩田聡が登場する最後の配信となった。                                                    |
| 5月    | Splatoon Direct 2015.5.7                                                            | 日本/北米/欧州                     | |
| 5月    | Nintendo Direct 2015.5.31                                                           | 日本                               | この回以降、日本向けの配信では任天堂広報室の森本英機がゲームを紹介している（2016年まで）。 北米では「Nintendo Direct Micro」として2015年6月1日に開催。                |
| 11月   | Nintendo Direct 2015.11.13                                                          | 日本/北米/欧州                     | |
| 2016年 |                                                                                     |                                    | |
| 2月    | Pokémon Direct 2016.2.27                                                            | 日本/北米/欧州/豪州/韓国/香港/台湾 | 日本での『ポケットモンスター 赤・緑』発売から20周年となる日に開催。株式会社ポケモンの石原恒和がプレゼンを務めた。                                                     |
| 3月    | Nintendo Direct 2016.3.4                                                            | 日本/北米/欧州/豪州                | |
| 5月    | カルドセプト リボルト Direct 2016.5.11 第1弾 新ルール編                             | 日本                               | |
| 6月    | カルドセプト リボルト Direct 2016.6.22 第2弾 新能力編                               | 日本                               | |
| 9月    | Nintendo 3DS Direct 2016.9.1                                                        | 日本/北米/欧州/豪州                | |
| 10月   | モンスターハンター Direct 2016.10.27                                                | 日本                               | カプコンの辻本良三と小嶋慎太郎がプレゼンを務めた。 |
| 11月   | とびだせ どうぶつの森 Direct 2016.11.2                                              | 日本/北米/欧州/豪州                | アップデート版プロデューサーの野上恒がゲーム内キャラクター「パニエル」に扮して情報を紹介し、戸高一生がギター演奏で参加した。                                          |
| 11月   | Miitopia Direct 2016.11.5                                                           | 日本                               | 神木隆之介がナビゲーターを務めた。 |
| 2017年 |                                                                                     |                                    | |
| 1月    | ファイアーエムブレム Direct 2017.1.19                                               | 日本/北米/欧州/豪州                | 日本では子安武人がナレーションを務めた。 |
| 4月    | Nintendo Direct 2017.4.13                                                           | 日本/北米/欧州/豪州                | この回以降、任天堂企画制作本部副本部長の小泉歓晃がプレゼンを務めている。日本では、スチャダラパーのBOSEがナレーションを担当。                                          |
| 5月    | ARMS Direct 2017.5.18                                                               | 日本/北米/欧州/豪州                | ARMS協会イメージマスコットのコブッシー（日本での声：小林ゆう）がナビゲーターを務めた。配信の最後には『Splatoon2』の映像が流れた。                                     |
| 6月    | Pokémon Direct 2017.6.6                                                             | 日本/北米/欧州/豪州                | 株式会社ポケモンの石原恒和、ゲームフリークの増田順一がプレゼンを務めた。                                                                                              |
| 6月    | ドラゴンクエストXI 過ぎ去りし時を求めて Direct 2017.6.21                            | 日本                               | スチャダラパーのBOSEがナレーションを務め、同シリーズの生みの親・堀井雄二がゲームの解説を行った。                                                                      |
| 7月    | Splatoon2 Direct 2017.7.6                                                           | 日本/北米/欧州/豪州                | |
| 9月    | Nintendo Direct 2017.9.14                                                           | 日本/北米/欧州/豪州                | |
| 10月   | スマートフォン版 どうぶつの森 Direct 2017.10.25                                     | 日本/北米/欧州/豪州                | |
| 11月   | ゼノブレイド2 Direct 2017.11.7                                                      | 日本/北米/欧州/豪州                | セイリュウ（声：千葉繁）とトラ（声：野中藍）がナビゲーターを務めた。                                                                                                  |
| 2018年 |                                                                                     |                                    | |
| 1月    | Nintendo Direct mini 2018.1.11                                                      | 日本/北米/欧州/豪州                | |
| 3月    | Nintendo Direct 2018.3.9                                                            | 日本/北米/欧州/豪州                | |
| 6月    | Nintendo Direct: E3 2018 (2018年6月13日)                                            | 日本/北米/欧州/豪州/韓国/香港/台湾 | |
| 8月    | 大乱闘スマッシュブラザーズ SPECIAL Direct 2018.8.8                                  | 日本/北米/欧州/豪州                | ソラの桜井政博がプレゼンを務めた。 |
| 8月    | Dragalia Lost Direct 2018.8.30                                                      | 日本/北米                          | |
| 9月    | Nintendo Direct 2018.9.14                                                           | 日本/北米/欧州/豪州                | 9月7日配信予定分を、北海道胆振東部地震の影響により1週間遅れで配信。 任天堂取締役の高橋伸也がプレゼンを務めた。                                                        |
| 11月   | 大乱闘スマッシュブラザーズ SPECIAL Direct 2018.11.1                                 | 日本/北米/欧州/豪州                | ソラの桜井政博がプレゼンを務めた。 |
| 2019年 |                                                                                     |                                    | |
| 2月    | Nintendo Direct 2019.2.14                                                           | 日本/北米/欧州/豪州                | |
| 2月    | Pokémon Direct 2019.2.27                                                            | 日本/北米/欧州/豪州/韓国/香港/台湾 | 日本での『ポケットモンスター 赤・緑』発売から23周年となる日に開催。株式会社ポケモンの石原恒和、ゲームフリークの増田順一と大森滋がプレゼンを務めた。                   |
| 5月    | スーパーマリオメーカー2 Direct 2019.5.16                                            | 日本/北米/欧州/豪州/韓国/香港/台湾 | |
| 6月    | Pokémon Direct 2019.6.5                                                             | 日本/北米/欧州/豪州/韓国/香港/台湾 | 株式会社ポケモンの石原恒和、ゲームフリークの増田順一と大森滋が主にプレゼンを務めた。                                                                                  |
| 6月    | Nintendo Direct: E3 2019 (2019年6月12日)                                            | 日本/北米/欧州/豪州/韓国/香港/台湾 | |
| 9月    | Nintendo Direct 2019.9.5                                                            | 日本/北米/欧州/豪州                | |
| 2020年 |                                                                                     |                                    | |
| 1月    | Pokémon Direct 2020.1.9                                                             | 日本/北米/欧州/豪州                | 株式会社ポケモンの石原恒和、ゲームフリークの増田順一、大森滋、谷博行が主にプレゼンを務めた。                                                                          |
| 2月    | あつまれ どうぶつの森 Direct 2020.2.20                                              | 日本/北米/欧州/豪州/韓国/香港/台湾 | |
| 3月    | Nintendo Direct mini 2020.3.26                                                      | 日本/北米/欧州/豪州                | |
| 7月    | Nintendo Direct mini ソフトメーカーラインナップ 2020.7 (7月20日)                    | 日本/北米/欧州/豪州                | 「Nintendo Direct mini ソフトメーカーラインナップ」ではサードパーティーが開発、販売するゲームソフトのみを紹介する。                                                   |
| 8月    | Nintendo Direct mini ソフトメーカーラインナップ 2020.8 (8月26日)                    | 日本/北米/欧州/豪州                | |
| 9月    | スーパーマリオブラザーズ35周年 Direct 2020.9.3                                      | 日本/北米/欧州/豪州                | |
| 9月    | Nintendo Direct mini ソフトメーカーラインナップ 2020.9 (9月17日)                    | 日本/北米/欧州/豪州                | 後半は「モンスターハンター Direct 2020.9.17」として配信、カプコンの辻本良三と一瀬泰範がプレゼンを務めた。                                                             |
| 10月   | Nintendo Direct mini ソフトメーカーラインナップ 2020.10 (10月28日)                  | 日本/北米/欧州/豪州                | 「Nintendo Direct mini ソフトメーカーラインナップ」としては初めて任天堂から販売されるゲームソフトが紹介された。                                                       |
| 12月   | スーパー・ニンテンドー・ワールド Direct (2020年12月19日)                            | 日本/北米/欧州/豪州                | 任天堂の宮本茂がプレゼンおよびナビゲーターを務めた。 |
| 2021年 |                                                                                     |                                    | |
| 2月    | Nintendo Direct 2021.2.18                                                           | 日本/北米/欧州/豪州                | 「Nintendo Direct mini」などを除くメインの形式としては約1年5か月ぶりとなる配信。                                                                                      |
| 6月    | Nintendo Direct: E3 2021 (2021年6月16日)                                            | 日本/北米/欧州/豪州                | |
| 9月    | Nintendo Direct 2021.9.24                                                           | 日本/北米/欧州/豪州                | |
| 10月   | あつまれ どうぶつの森 Direct 2021.10.15                                             | 日本/北米/欧州/豪州/韓国/香港/台湾 | |
| 2022年 |                                                                                     |                                    | |
| 2月    | Nintendo Direct 2022.2.10                                                           | 日本/北米/欧州/豪州                | |
| 6月    | ゼノブレイド3 Direct 2022.6.22                                                      | 日本/北米/欧州/豪州/韓国/香港/台湾 | |
| 6月    | Nintendo Direct mini ソフトメーカーラインナップ 2022.6.28                           | 日本/北米/欧州/豪州                | |
| 8月    | スプラトゥーン3 Direct 2022.8.10                                                    | 日本/北米/欧州/豪州/韓国/香港/台湾 | |
| 9月    | Nintendo Direct 2022.9.13                                                           | 日本/北米/欧州/豪州                | |
| 10月   | ザ・スーパーマリオブラザーズ・ムービー Direct 2022.10.07 （第1弾トレーラー）        | 日本/北米/欧州/豪州                | |
| 11月   | ザ・スーパーマリオブラザーズ・ムービー Direct 2022.11.30 （第2弾トレーラー）        | 日本/北米/欧州/豪州                | |
| 2023年 |                                                                                     |                                    | |
| 2月    | Nintendo Direct 2023.2.9                                                            | 日本/北米/欧州/豪州                | |
| 3月    | ザ・スーパーマリオブラザーズ・ムービー Direct 2023.3.10 （最終トレーラー）          | 日本/北米/欧州/豪州                | |
| 6月    | Nintendo Direct 2023.6.21                                                           | 日本/北米/欧州/豪州                | |
| 8月    | スーパーマリオブラザーズ ワンダー Direct 2023.8.31                                  | 日本/北米/欧州/豪州/韓国/香港/台湾 | |
| 9月    | Nintendo Direct 2023.9.14                                                           | 日本/北米/欧州/豪州                | |
| 2024年 |                                                                                     |                                    | |
| 2月    | Nintendo Direct ソフトメーカーラインナップ 2024.2.21                                | 日本/北米/欧州/豪州                | 日本版では『パワフルプロ野球2024-2025』の紹介でロサンゼルス・ドジャース所属の大谷翔平が出演した。                                                                     |
| 6月    | Nintendo Direct 2024.6.18                                                           | 日本/北米/欧州/豪州                | 6月8日に発生したKADOKAWAグループが運営しているデータセンターへのサイバー攻撃によるシステム障害により、ニコニコ生放送での配信は行われず、YouTubeでのみの配信となった。 |
| 8月    | ニンテンドーミュージアム Direct (2024年8月20日)                                     | 日本/北米/欧州/豪州                | 任天堂の宮本茂がプレゼンおよびナビゲーターを務めた。 |
| 8月    | Nintendo Direct ソフトメーカーラインナップ 2024.8.27                                | 日本/北米/欧州/豪州                | 同日に「Indie World 2024.8.27」を配信。 |
| 11月   | スーパー・ニンテンドー・ワールド Direct (2024年11月12日)                            | 日本/北米/欧州/豪州                | 任天堂の宮本茂がプレゼンおよびナビゲーターを務めた。 |
| 2025年 |                                                                                     |                                    | |
| 3月    | Nintendo Direct 2025.3.27                                                           | 日本/北米/欧州/豪州                | |
| 4月    | Nintendo Direct: Nintendo Switch 2 - 2025.4.2                                       | 日本/北米/欧州/豪州/韓国/香港/台湾 | |
| 4月    | マリオカート ワールド Direct (2025年4月17日)                                        | 日本/北米/欧州/豪州/韓国/香港      | |
| 6月    | ドンキーコング バナンザ Direct 2025.6.18                                            | 日本/北米/欧州/豪州/韓国/香港/台湾 | |
| 7月    | Nintendo Direct ソフトメーカーラインナップ 2025.7.31                                | 日本/北米/欧州/豪州                | |
| 8月    | カービィのエアライダー Direct 2025.8.19                                             | 日本/北米/欧州/豪州                | ソラの桜井政博がプレゼンを務める。 |

## ナレーション
- 中村悠一
- 田中秀幸
- 窪田等